# Equació de Van 't Hoff
L'equació de Van 't Hoff de termodinàmica química relaciona la variació de la constant d'equilibri ({\displaystyle K}) amb la variació de la temperatura absoluta ({\displaystyle T}) donada per la diferència d'entalpia ({\displaystyle \Delta H}). Aquesta equació va ser proposada inicialment per Jacobus Henricus van 't Hoff.

{\displaystyle {\frac {\mathrm {d} \ln K}{\mathrm {d} T}}={\frac {\Delta H^{\circ }}{RT^{2}}}}

Si s'assumeix que la calor de reacció no varia amb la temperatura, la resolució d'aquesta equació diferencial condueix al següent:
{\displaystyle \ln \left({\frac {K_{2}}{K_{1}}}\right)={\frac {\Delta H^{\circ }}{R}}\left({{\frac {1}{T_{1}}}-{\frac {1}{T_{2}}}}\right)}
En aquesta equació {\displaystyle K_{1}} és la constant d'equilibri a la temperatura absoluta {\displaystyle T_{1}} i {\displaystyle K_{2}} és la constant d'equilibri a la temperatura absoluta {\displaystyle T_{2}}. {\displaystyle \Delta H^{\circ }} és la variació d'entalpia i {\displaystyle R} és la constant dels gasos.
Considerant les relacions entre l'energia de Gibbs i la constant d'equilibri:

{\displaystyle \Delta G^{\circ }=\Delta H^{\circ }-T\Delta S^{\circ }}

 i 

{\displaystyle \Delta G^{\circ }=-RT\ln K}

 l'equació també es podria escriure de la següent manera:

{\displaystyle \ln \left(K\right)=-{\frac {\Delta H^{\circ }}{R}}\left({\frac {1}{T}}\right)+{\frac {\Delta S^{\circ }}{R}}}

Per tant, en representar valors de logaritme natural de la constant d'equilibri mesurats per cert equilibri versus l'invers de la temperatura s'obté una línia recta, el pendent negativa és igual a la variació de l'entalpia dividida entre la constant dels gasos, i l'ordenada en l'origen és igual a la variació d'entropia {\displaystyle \Delta S^{\circ }} dividida entre la constant dels gasos.